# Бабичева, Нина Григорьевна
Нина Григорьевна Бабичева (27 сентября 1941 — 31 января 2025) — советский передовик производства, бригадир шлифовальщиц завода «Карагандагормаш» Министерства угольной промышленности СССР, город Караганда, полный кавалер ордена Трудовой Славы (1986).

## Биография
Родилась 27 сентября 1941 года в деревне Морозовка Руднянского района Смоленской области. Русская.
В 1948 году поступила учиться в Морозовскую начальную школу, которую окончила в 1952 году. В этом же году поступила учиться в Привольскую среднюю школу, которую окончила в 1958 году.
После окончания средней школы уехала на работу в город Караганду Карагандинской области Казахской ССР (ныне — Республика Казахстан). Трудилась сначала ученицей-шлифовальщицей, а затем бригадиром бригады шлифовальщиц на заводе «Карагандагормаш».
Выполняла сменные задания на 160 процентов, а личную пятилетку закончила за 4,5 года. Продукцию сдавала только высокого качества. Задание десятой пятилетки (1976—1980) выполнила за 4 года и 10 месяцев.
Указами Президиума Верховного Совета СССР от 5 марта 1976 года и от 2 марта 1981 года награждена орденами Трудовой Славы 3-й и 2-й степеней.
Задание одиннадцатой пятилетки (1981—1985) было ею перевыполнено на 119,9 процента.
Указом Президиума Верховного Совета СССР от 29 апреля 1986 года за успехи, достигнутые в выполнении заданий одиннадцатой пятилетки и социалистических обязательств, Бабичева Нина Григорьевна награждена орденом Трудовой Славы 1-й степени. Стала полным кавалером ордена Трудовой Славы.
Избиралась членом бюро Карагандинского обкома и горкома Компартии Казахстана, делегатом XXV (1976) и XXVII (1986) съездов КПСС.
После распада СССР вернулась на родину, вышла на пенсию.
Жила в деревне Морозовка Руднянского района Смоленской области.
В декабре 2017 года в городе Рудне Смоленской области был открыт обновлённый «Парк Героев», где установлен барельф Н. Г. Бабичевой.
Скончалась 31 января 2025 года на 84-м году жизни.

## Награды
Награждена орденами Трудовой Славы 1-й, 2-й, 3-й степеней:
3 ст. 05.03.1976 № 310948
2 ст. 02.03.1981 № 13812
1 ст. 29.04.1986 № 264
- медалями, в том числе «За трудовую доблесть» (05.04.1971)[1].